# Land van Herpen
Het Land van Herpen was een heerlijkheid gelegen in de huidige provincie Noord-Brabant dat als zodanig bestaan heeft tot het midden van de 12e eeuw en de voorloper is van het Land van Ravenstein.

## Territorium
Het centrum van de macht lag in Herpen, waar in 1196 een kasteel werd gebouwd. Herpen was vanaf ongeveer het jaar 1000 de belangrijkste plaats in de wijde omtrek.
Later verplaatste het centrum zich naar het in het midden van de 14e eeuw gestichte stadje Ravenstein en het kasteel te Herpen werd in 1360 afgebroken. Sindsdien spreekt men van het Land van Ravenstein.
Tot het gebied behoorden de huidige plaatsen: Herpen, Uden, Boekel, Volkel, Zeeland, Reek, Neerloon, Huisseling, Deursen, Dennenburg, Schaijk, Velp, Neerlangel, Overlangel, Demen, Dieden en Ravenstein.

## Heren van Herpen
De oudste schriftelijke vermelding van Herpen dateert van 1150. Niet lang daarvoor kwam het gebied door huwelijk in bezit van de Heren van Cuijk.
Oorspronkelijk was het Land van Herpen een allodium dat in het bezit was van het geslacht Van Rhenen.
Tot 1178 was de heerlijkheid Herpen in handen van Dirk van Rhenen (ca. 1111-1178), burggraaf van Utrecht. Hij was een broer van Godfried van Rhenen († 27 mei 1178), bisschop van Utrecht. 
Dirks enige erfgenaam was zijn dochter Sophia van Rhenen. Zij was omstreeks 1160 getrouwd met Hendrik II van Cuijk (ca. 1130-1204), heer van Cuijk en Grave, en later eveneens burggraaf van Utrecht. Waarschijnlijk is Sophia omstreeks 1191 overleden. Haar man droeg toen de tot dan toe allodiale heerlijkheid Herpen aan hertog Hendrik I van Brabant in leen op. Omstreeks 1196 werd het kasteel te Herpen gebouwd.
In 1204 kwam Hendriks zoon, Albert van Cuijk (1170-1233) in het bezit van de heerlijkheid. Ook hij was burggraaf van Utrecht. Hij trouwde met Hadewych van Meerheim, en zij kregen tien kinderen. Hun oudste zoon, Rutger van Cuijk (1210-1264) erfde het Land van Herpen. Hij trouwde met Maria van Diest, en Aleidis van Cuijk was het enige kind over wie in documenten wordt geschreven.
Na Alberts dood kreeg Rutger's broer, Hendrik III van Cuijk, het Land van Cuijk toebedeeld, terwijl Aleidis van Cuijk, voortaan Aleidis van Herpen genaamd, het Land van Herpen erfde. Dit betekende dat het Land van Herpen nu weer losgekoppeld werd van het Land van Cuijk. Aleidis trouwde met Lodewijk II van Leefdaal. Hun zoon, Rutger van Leefdaal was Heer van Herpen. Hij verleende in 1313 gemeenterechten aan de inwoners van Boekel en Volkel.
De bronnen zijn niet eenduidig hoe het verderging, er was nog sprake van Albert II van Herpen, die in de slag bij Woeringen (1288) zou hebben gevochten, nog een Rutger, die kinderloos stierf, en diens broer, Albert III van Herpen, die hem opvolgde. Diens dochter, Maria van Herpen, erfde het Land van Herpen. Zij trouwde omstreeks 1324 met Jan van Valkenburg (1281-1356) (1281-1356), ook Jan van Kleef Heinsberg genaamd, heer van Born, Sittard en Susteren. Hun zoon, Walraven van Valkenburg (1339-1378), verkreeg in 1345 het kasteel te Herpen. Aangezien hij inkomsten nodig had wilde hij tol op de Maas heffen, waartoe hij het kasteel van Herpen naar Langel verplaatste. Een verklaring voor de verhuizing ligt vermoedelijk in het feit dat de hoofdbedding van de Maas zich in noordelijke richting had verplaatst: Herpen ligt aan de Hertogswetering, een oude Maasbedding. Dit leidde tot de stichting van het stadje Ravenstein, en het Land van Herpen ging voortaan Land van Ravenstein heten.

## Internetbronnen
- Rutger van Herpen[dode link]
- Het Stein van Walraven